# Нижние Лужки
Ни́жние Лужки́ — село в Чугуевском муниципальном районе Приморского края России.

## География
Село находится на левом берегу реки Павловка, на автотрассе Осиновка — Рудная Пристань, на расстоянии 22 км (по прямой) к западу от посёлка городского типа Кавалерово и 72 км (по прямой) к северо-востоку от села Чугуевка, административного центра района.
Восточнее села начинаются два перевала через Сихотэ-Алинь: Яблочный и Венюкова, по последнему проходит административная граница с Кавалеровским районом.

## История
Село основано в 1919 году старообрядцами, выехавшими из деревни Каменка.

## Население
| 2002 | 2006 | 2010 |
| ---- | ---- | ---- |
| 244  | ↘168 | ↗194 |

## Улицы
| - ул. Арсеньева, - ул. Восточная, - ул. Комсомольская, - ул. Молодёжная, | - ул. Набережная, - ул. Рабочая, - ул. Строительная, - ул. Шоссейная. |

## Известные уроженцы
- Бассаргин, Иван Ульянович (1929—1976) — приморский писатель, именем которого в 2006 году названа библиотека № 11 во Владивостоке, а в 2009 году — краеведческий музей в Кавалерово[5].